# Trichaeta bhutanica
Trichaeta bhutanica är en fjärilsart som beskrevs av Embrik Strand 1917. Trichaeta bhutanica ingår i släktet Trichaeta och familjen björnspinnare. Inga underarter finns listade i Catalogue of Life.